# Judith Herzberg

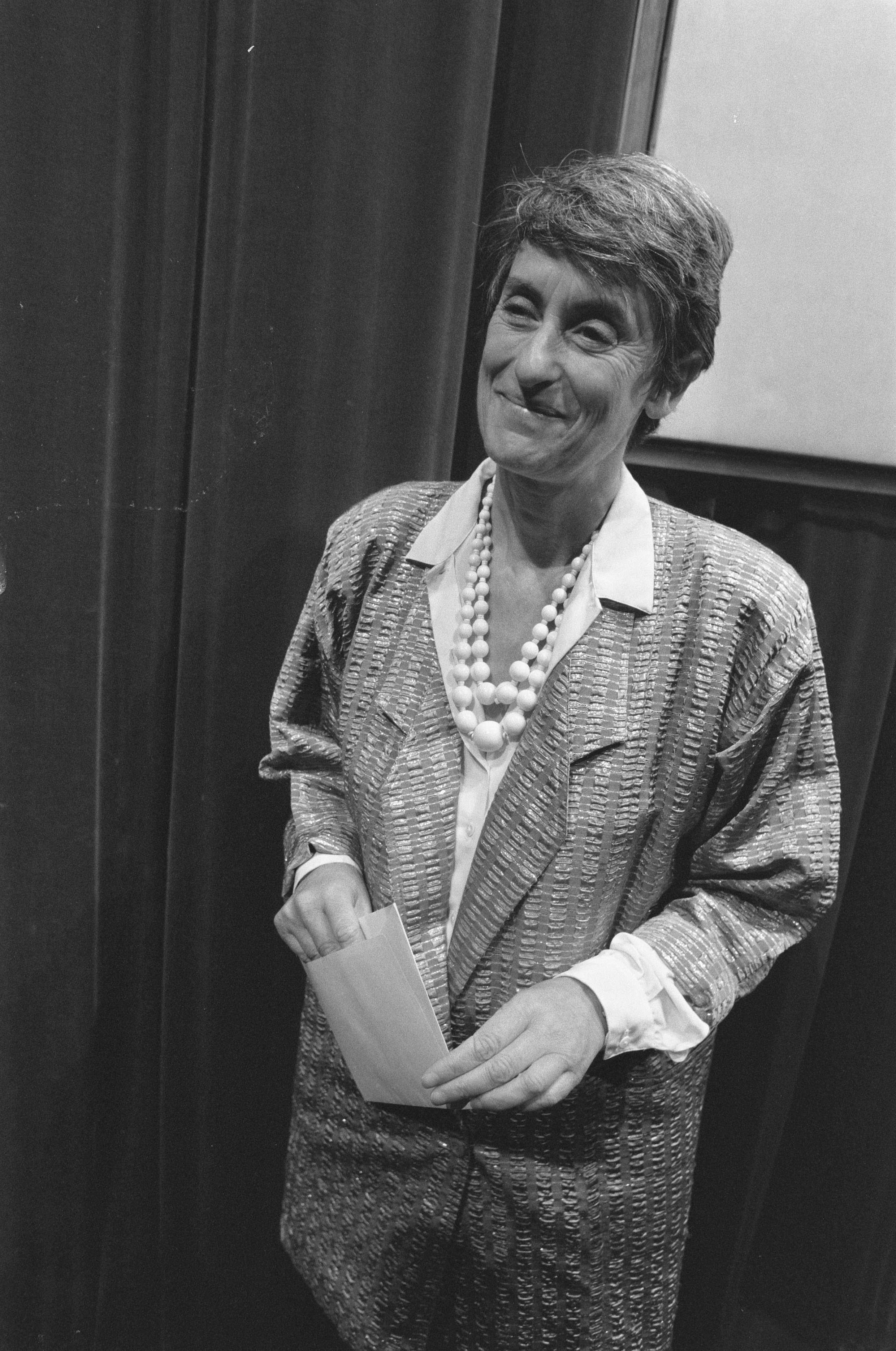
Judith Herzberg (1988)

Judith Frieda Lina Herzberg, född 4 november 1934 i Amsterdam, är en nederländsk judisk poet.

## På svenska
- Dagsrester (urval, översättning och noter: Lasse Söderberg, Ellerström, 1995)